# Dieter Ramsauer
Dieter Ramsauer (* 2. Mai 1939 in Velbert; † 23. April 2021 in Schwelm) war ein deutscher Ingenieur, der durch zahlreiche Erfindungen bekannt wurde und ein Unternehmen für die Entwicklung, Herstellung und den Vertrieb von Konstruktionselementen gründete.

## Leben
Dieter Ramsauer war der Sohn des Werkzeugmachers Hermann Ramsauer und Franziska Ramsauer und wuchs in Velbert auf. Er besuchte die Volksschule und absolvierte nach dem Schulabschluss eine Lehre als Werkzeugmacher. Es folgte ein Ingenieurstudium an der Technisch-wissenschaftlichen Fachlehranstalt (Tewifa) am Bodensee. 
Ramsauer war zunächst als Konstrukteur und Verkaufsingenieur tätig und machte sich 1973 mit einem Ingenieurbüro selbstständig. Außerdem konstruierte er unter anderem Bauteile für ein metallverarbeitendes Unternehmen, für das er als Vertriebsingenieur tätig war und für das er zahlreiche Patente entwickelte, die diesem Unternehmen dann auf Basis eines Lizenzvertrages überlassen wurden.
1991 gründete er die heute international tätige Dieter Ramsauer Konstruktionselemente GmbH (DIRAK), zunächst mit 15 Mitarbeitern. Da das Unternehmen kontinuierlich expandierte, baute Ramsauer 1998 in Ennepetal-Oelkinghausen den Hauptsitz der Firma. Das Unternehmen beschäftigt heute rund 600 Mitarbeiter und hält über 400 Patente, wobei jährlich etwa 5 bis 10 weitere Patente angemeldet werden. Das Angebot des Unternehmens, das auch auf Messen vertreten ist, besteht aus ca. 4.500 Katalogartikeln im Bereich Verschluss-, Scharnier- und Verbindungstechnik.

## Erfindungen
1967 entwickelte Ramsauer einen modular aufgebauten Drehriegel sowie 1968 ein modulares Stangenschloss-System.
1981 folgte die Entwicklung des Schwenkhebelverschlusses  und 1986 ein neuartiges modulares Stangenschlosssystem, welches außerhalb der Dichtung im Abkantungsbereich eines Schaltschrankes montiert werden kann.
Ramsauers DIRAK-SNAP-Technology (DST) ermöglicht eine Vereinfachung der Montage. Durch diese Erfindung erhielt er die Nominierung zum „Engineer of the Year“ der US-amerikanischen Fachzeitschrift Design News. Die DIRAK-SNAP-Technology erhielt außerdem von der Fachzeitschrift KEM Konstruktion die Auszeichnung Produkt des Jahres 2005.